# Waterkasteel van Schoonbeek

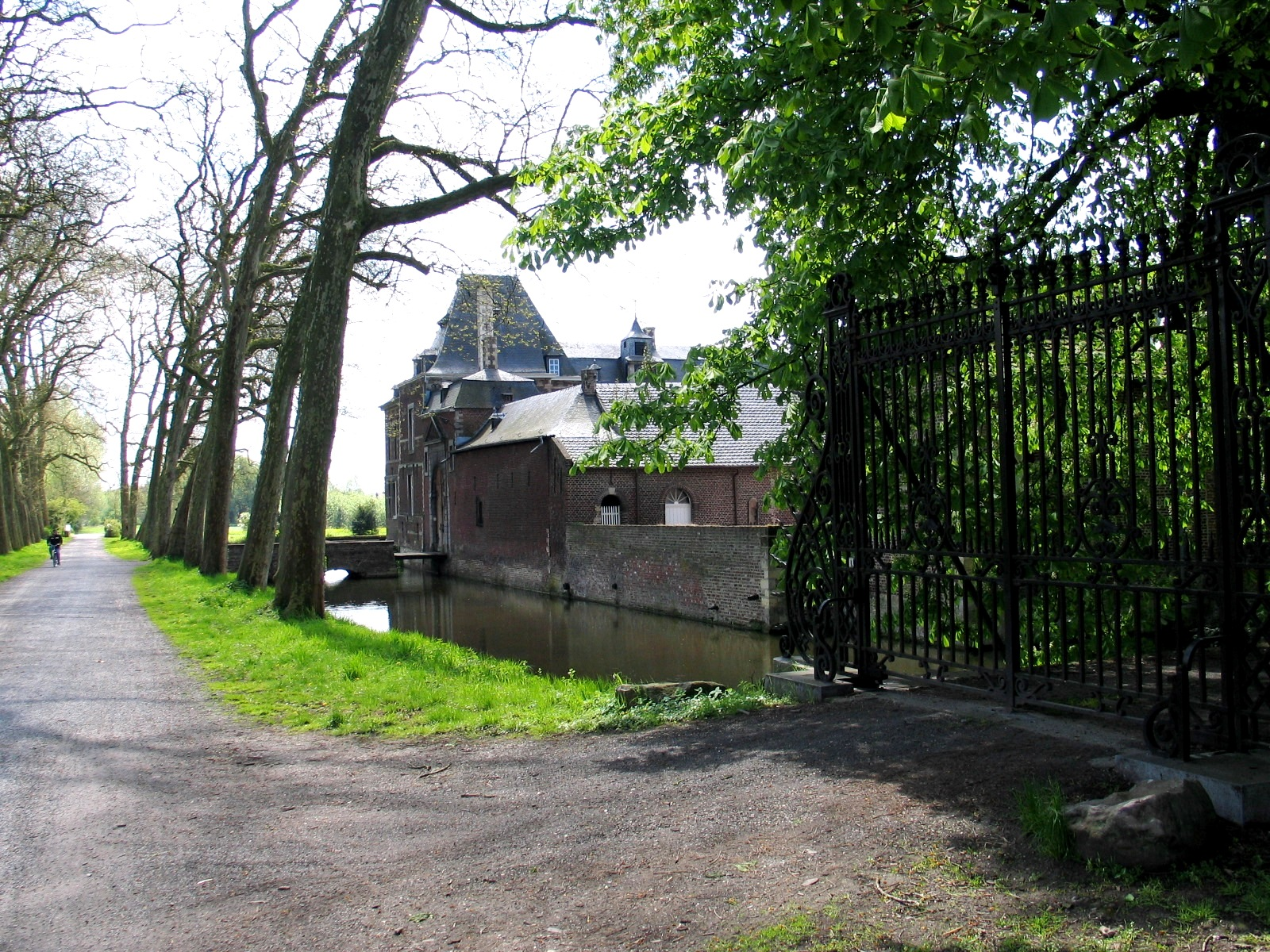
Het Waterkasteel van Schoonbeek

Het Waterkasteel van Schoonbeek ligt in Schoonbeek, een gehucht van Beverst. Sinds de fusie van de gemeenten in 1977 is Beverst een deelgemeente van Bilzen.
Het in U-vorm gebouwde renaissancekasteel heeft een grote tuin. Naast het kasteel ligt een vijver die uitmondt in een gracht, waarover een ophaalbrug naar de toegangspoort leidt.
De oudste kern van het kasteel dateert uit de middeleeuwen: in 1333 behoorde het kasteel toe aan het graafschap Loon.
Herman Typots, drossaard van het Land van Grevenbroek en kastelein van het Prinsenhof in Kuringen, huwde met Margriet van Chiney, dochter van Dirk van Chiney, heer van Schoonbeek en Anna Vandenbosch van Gors-op-Leeuw. In 1573 was hun kleinzoon Hendrik Typots nog heer van het kasteel van Schoonbeek.
De familie Preston uit Ierland kocht het in 1780. De volgende eigenaar was de familie de Renesse.
Graaf Theodore de Renesse was burgemeester van Beverst en gouverneur van de provincie Limburg. Een andere nazaat, Frédéric Alexandre Jean Marie Ghislain, graaf de Renesse, geboren te Brussel op 3 januari 1904, overleed ongehuwd in het kasteel op 18 november 1990. In 1991 werd het kasteel eigendom van graaf Thierry de Hemricourt de Grunne.

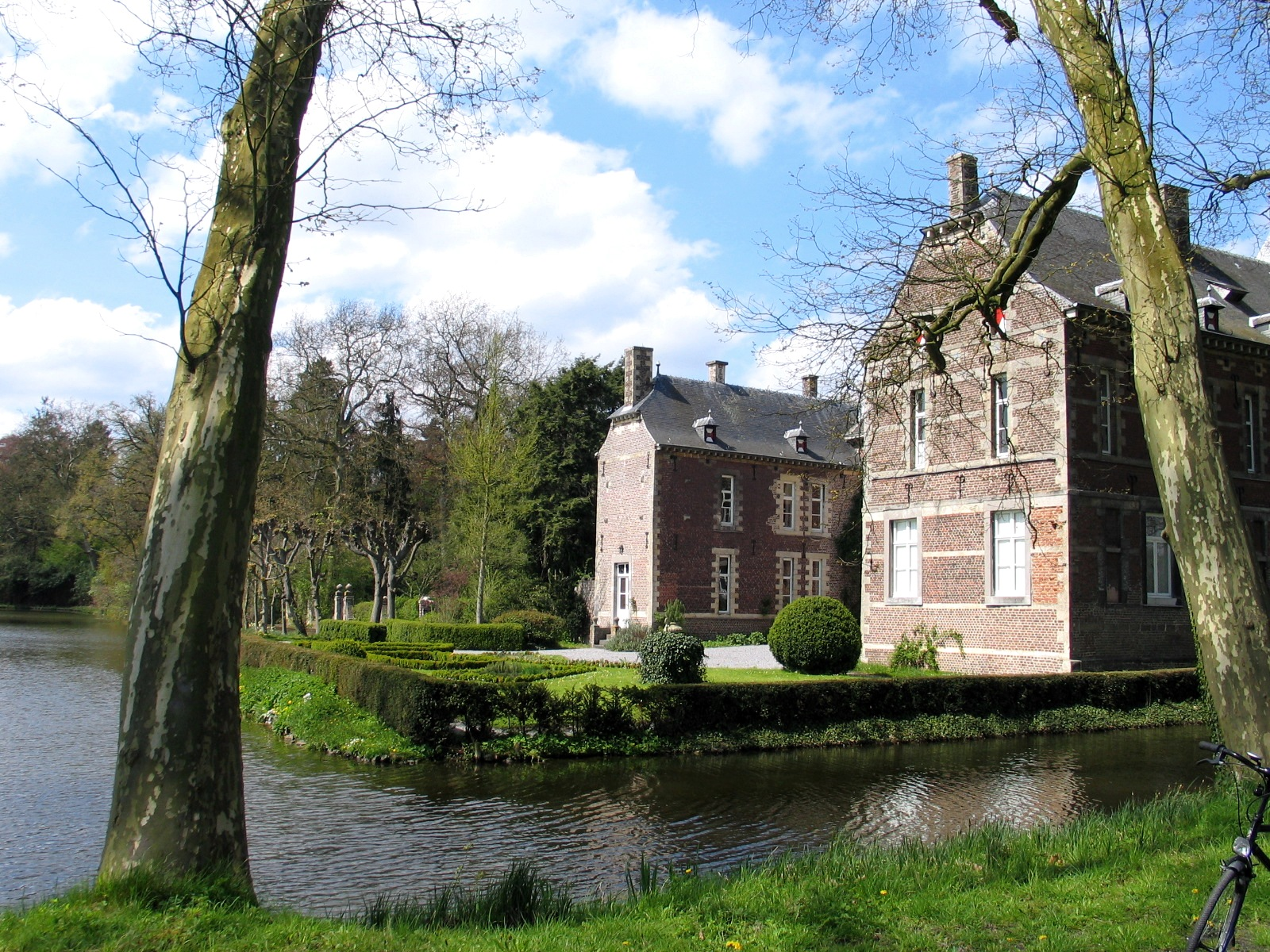
De tuin
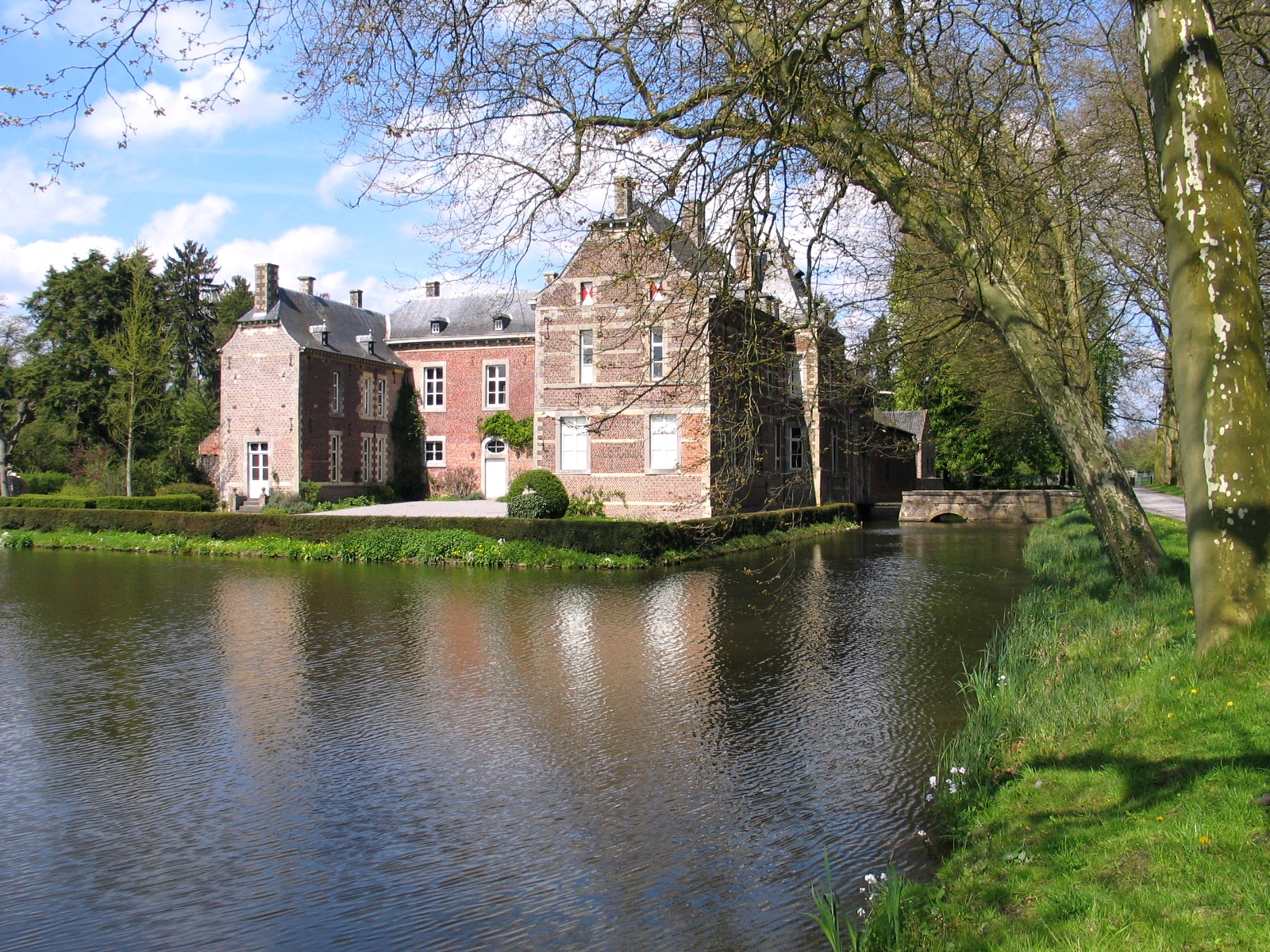
De vijver en gracht met ophaalbrug
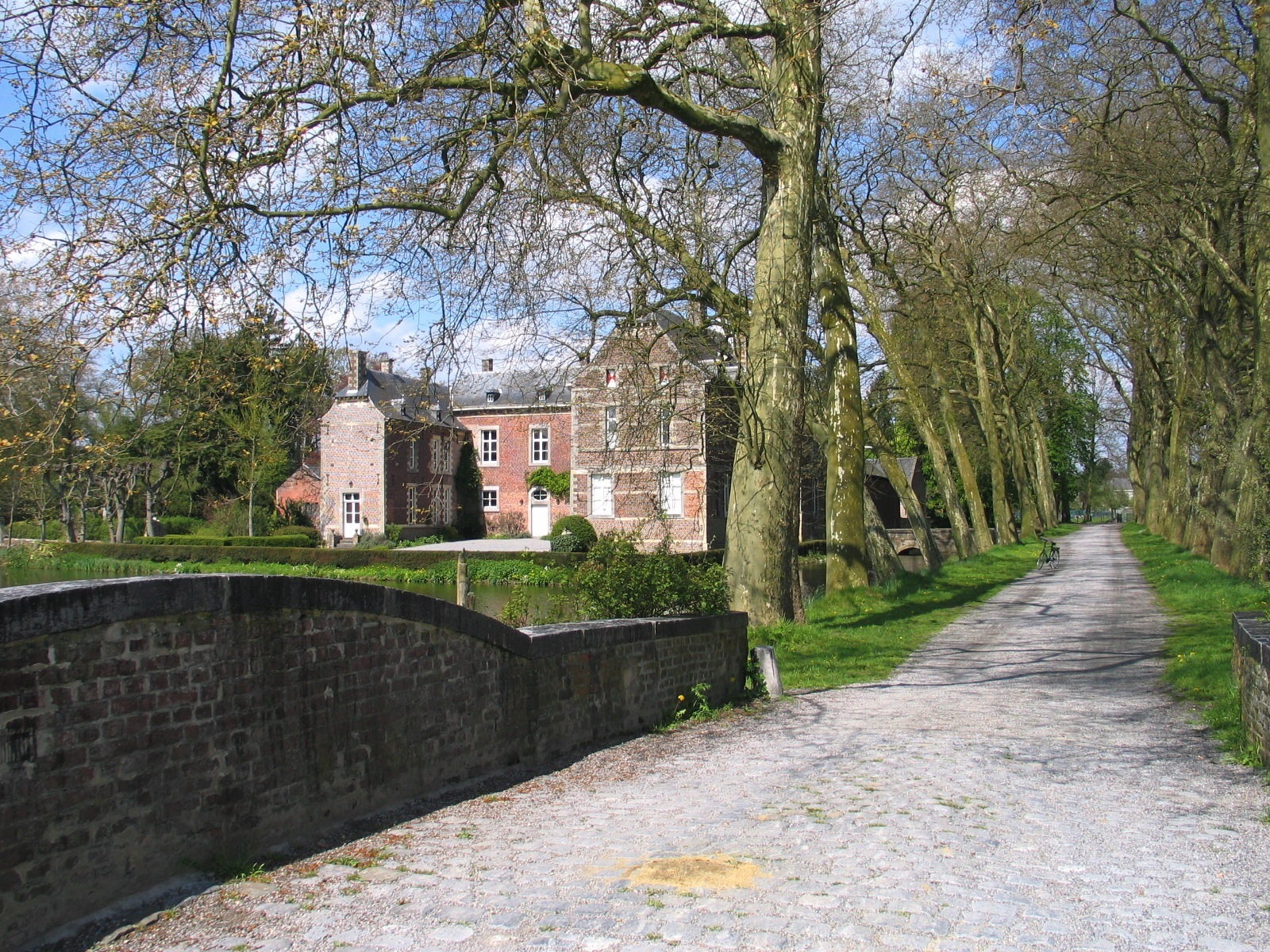
De toegangsweg